# 古柏公寓
古柏公寓，又称古拔公寓，现名古柏小区，是上海市优秀历史建筑之一，位于中国上海市静安区富民路197弄。古柏公寓为一个占地17.71亩的建筑群，由74座楼房构成，建于1931年至1941年间，起初用作四行储蓄会职工宿舍，后演变为一般民居。

## 历史
北四行成立的四行储蓄会在1931年购置了十多亩本来用作私人墓地的地皮，计划建造一座职员宿舍，以解决职员的住宿问题。这些宿舍由建筑师庄俊负责设计，在同年开始分批动工兴建，直到1941年才全部完工落成。宿舍建筑群起名为古柏公寓，又称古拔公寓，得名自公寓位处的古拔路（Route Courbet，现为富民路）。
四行储蓄会向古柏公寓居民收取租金，这连同其他房地产项目的租金收益，为四行储蓄会带来了巨额资金。1936年，北四行另外成立的四行信托部面临业务和存款不足的问题，因此接管了包括古柏公寓在内的四行储蓄会房地产。
古柏公寓建成之初专门用作四行储蓄会职员和家属的居所，不过随着时间推移，公寓的居民群体已经演变为普罗大众，一般市民也可以透过房屋置换等方法来获得古柏公寓里的住宅单位。古柏公寓后来易名为古柏小区，1988年共有居民350户（合共约1,180人），2016年共有294户。
古柏公寓在2015年列入第五批上海市优秀历史建筑。

## 建筑结构与特色
古柏公寓是一个占地17.71亩的建筑群，由74座楼房组成，当中包括66栋混合结构三层花园住宅、5栋三层公寓式楼房、2栋四层公寓式大楼、1栋二层房屋，所有楼房的建筑面积合共为17,673平方米。建筑群里以楼高三层的楼房为主，这些楼房大多是新式里弄住宅，本来每座房子只预期住进一户人家，不过现在每层各有一个住户；这些楼房的三楼设有大型露台，以及独用的小卫生间。